# Mackenziaena
Mackenziaena là một chi chim trong họ Thamnophilidae.